# Curtis Emanuel Cassell
Curtis Emanuel Cassell, znany także jako Kurt Emanuel Kassell i Kurt Emanuel Kasell (ur. 9 listopada 1912 w Opolu, zm. 2 sierpnia 1998 w Londynie) – ostatni rabin Frankfurtu nad Odrą w latach 1936–1939, później aktywny jako rabin w Wielkiej Brytanii i Rodezji (obecnie Zimbabwe).
Syn Emila Cassella i Pauli z domu Levy. Jego żoną była Cäcilie Victoria Cassell z domu Witkowski (1915-2001), z którą doczekali się dwojga dzieci. Studiował we Wrocławiu i Berlinie. W 1939 r. zdał egzamin rabinacki na Hochschule für die Wissenschaft des Judentums (HWJ) w Berlinie. W latach 1940–1945 służył w armii brytyjskiej. Zmarł w wieku 85 lat.
Został upamiętniony tzw. kamieniem pamięci (niem. Stolperstein) na placu Brunnenplatz we Frankfurcie nad Odrą, tuż przed tablicą pamiątkową postawioną w 1988 r. w miejscu zburzonej synagogi.